# Canton de Marcillac-Vallon
Le canton de Marcillac-Vallon est une ancienne division administrative française située dans le département de l'Aveyron et la région Midi-Pyrénées.

## Géographie
Ce canton était organisé autour de Marcillac-Vallon dans l'arrondissement de Rodez. Son altitude variait de 235 m (Nauviale) à 734 m (Clairvaux-d'Aveyron) pour une altitude moyenne de 388 m.

## Représentation

### Conseillers généraux de 1833 à 2015
| Période | Période      | Identité                               | Étiquette                      | Qualité |
| ------- | ------------ | -------------------------------------- | ------------------------------ | --- |
| 1833    | 1839         | Baron Joseph Tarayre (1770-1855)       |                                | Lieutenant-général en retraite à Billorgues, Salles-la-Source                                                                   |
| 1839    | 1848         | Adrien de Séguret                      |                                | Avocat puis juge à Rodez, conseiller d'arrondissement                                                                           |
| 1848    | 1861 (décès) | Jean Amans Pascal Albenque (1800-1861) |                                | Notaire à Marcillac |
| 1861    | 1866         | Louis Azémar                           | Droite Bonapartiste            | Avocat à Rodez |
| 1866    | 1871         | Amans Tarayre                          | Républicain                    | Propriétaire à Billorgues, Salles-la-Source, ancien conseiller d'arrondissement                                                 |
| 1871    | 1883         | Louis Azémar                           | Droite Bonapartiste            | Avocat, adjoint au Maire de Rodez Député (1876-1881)                                                                            |
| 1883    | 1895         | Pierre Pradié fils (1846-1920)         | Droite Orléaniste Conservateur | Avocat, Officier des Mobiles de l’Aveyron                                                                                       |
| 1895    | 1925         | Henri Jaudon                           | RG                             | Avocat général à la Cour d'appel de Toulouse                                                                                    |
| 1925    | 1940         | Jean Jaudon (fils du précédent)        | RG                             | Avocat à la Cour d'Appel, Paris Nommé conseiller départemental en 1943                                                          |
|         |              |                                        |                                | |
| 1945    | 1967         | Jean Auzel (1904-1987)                 | Rad.                           | Boulanger, ancien résistant Maire de Marcillac (1950-1977)                                                                      |
| 1967    | 1992         | Henri Périé                            | RI puis RPR                    | Médecin Maire de Marcillac (1977-1983)                                                                                          |
| 1992    | 2004         | Joseph Monestier                       | UDF                            | Notaire, Maire de Marcillac (1985-2001) Vice-Président du Conseil Général                                                       |
| 2004    | 2015         | Anne Gaben Toutant                     | PS                             | Retraitée Ancienne Conseillère municipale de Mouret Maire de Marcillac-Vallon (2014-2020) Elue en 2015 dans le canton du Vallon |

### Résultats électoraux détaillés
- Élections cantonales de 2004 : Anne Gaben Toutant (PS) est élue au second tour avec 55,26 % des suffrages exprimés, devant Anne-Marie Monestier (UMP) (44,74 %). Le taux de participation est de 77,63 % (5 681 votants sur 7 318 inscrits)[4].
- Élections cantonales de 2011 : Anne Gaben Toutant (PS) est élue au premier tour avec 61,48 % des suffrages exprimés, devant Sébastien Podetti (UMP) (28,75 %) et Ghislaine Cerles (PCF) (5,04 %). Le taux de participation est de 73,99 % (1 479 votants sur 1 999 inscrits)[5].

### Conseillers d'arrondissement (de 1833 à 1940)
| Période                                  | Période      | Identité                                | Étiquette       | Qualité |
| ---------------------------------------- | ------------ | --------------------------------------- | --------------- | --- |
| 1833                                     | 1836         | Jean Marie François Laurens (1784-1863) | Constitutionnel | Juge de paix, propriétaire à Nauviale                                                                       |
| 1836                                     | 1848         | Adrien de Séguret (1800-1871)           |                 | Procureur du Roi à Espalion réélu en 1842 au bénéfice de l'âge                                              |
| 1848                                     | 1852         | Amans Tarayre                           | Républicain     | Propriétaire à Billorgues, Salles-la-Source                                                                 |
| 1852                                     | 1863 (décès) | Henri de Vialar (1798-1863)             |                 | Avocat, propriétaire, maire de Solsac, Salles-la-Source                                                     |
| 1863                                     | 1874         | Émile Antoine Foulquier                 |                 | Avocat à Rodez                                                                                              |
| 1874                                     | 1880         | Noël Amans Maisonabe                    |                 | Avocat à Rodez, Président du Conseil d'arrondissement                                                       |
| 1880                                     | 1886         | Léon Cabantous                          |                 | Docteur en médecine à Marcillac                                                                             |
| 1886                                     | 1892         | M. Albespy                              |                 | Docteur en médecine à Marcillac                                                                             |
| 1892                                     | 1893 (décès) | Germain Bousquié                        |                 | Notaire, maire de Valady, Président du Conseil d'arrondissement                                             |
| 1893                                     | 1919         | Eugène Bonnafé                          | Droite          | Notaire, maire de Marcillac de 1896 à 1919, Président du Conseil d'arrondissement                           |
| 1919                                     | 1928         | Hippolyte Trouillet (1871-1967)         | Radical         | Pharmacien à Rodez, maire de Clairvaux-d'Aveyron                                                            |
| 1928                                     | 1934         | M. Vigroux                              | Libéral         | Médecin |
| 1934                                     | 1940         | Hippolyte Trouillet                     | Radical         | Pharmacien à Rodez, propriétaire à Clairvaux-d'Aveyron                                                      |
| 1940                                     |              |                                         |                 | Les conseils d'arrondissement ont été suspendus par la loi du 12 octobre 1940 et n'ont jamais été réactivés |
| Les données manquantes sont à compléter. |              |                                         |                 | |

## Composition
Le canton de Marcillac-Vallon regroupait dix communes et comptait 9 283 habitants (recensement de 2006 sans doubles comptes).
| Communes                | Population (2012) | Code postal | Code Insee |
| ----------------------- | ----------------- | ----------- | ---------- |
| Balsac                  | 501               | 12510       | 12020      |
| Clairvaux-d'Aveyron     | 1 039             | 12330       | 12066      |
| Marcillac-Vallon        | 1 532             | 12330       | 12138      |
| Mouret                  | 476               | 12330       | 12161      |
| Muret-le-Château        | 272               | 12330       | 12165      |
| Nauviale                | 454               | 12330       | 12171      |
| Pruines                 | 239               | 12320       | 12193      |
| Saint-Christophe-Vallon | 1 002             | 12330       | 12215      |
| Salles-la-Source        | 1 800             | 12330       | 12254      |
| Valady                  | 1 133             | 12330       | 12288      |

## Démographie
| 1962  | 1968  | 1975  | 1982  | 1990  | 1999  | 2006  | 2011  | 2012  |
| ----- | ----- | ----- | ----- | ----- | ----- | ----- | ----- | ----- |
| 7 293 | 7 001 | 7 134 | 7 580 | 7 732 | 8 448 | 9 283 | 9 927 | 9 953 |